# London Logic Partners
London Logic Partners (LLP) este o companie înființată în anul 1992 la Praga care oferă servicii de consultanță și software companiilor locale și internaționale din Centrul și Estul Europei și dincolo de această regiune.
Compania este prezentă și în România, unde a realizat o cifră de afaceri de 2,67 milioane euro în anul 2008.